# Urbánka
Urbánka Fülek egyik városrésze. 

## Története
A városrész maga a 18. században települt be, a város szocialista átépítése nem érintette. Volt saját vasútállomása is, de mikor a vaspályát átépítették, hogy irányváltás nélkül lehessen Pozsonyból Kassára jutni az állomást elbontották.

## Megközelítése
A belváros felől a Malom utcán, Síd felől az 571-es úton lehet megközelíteni.

## Intézményei
Oktatás:
- Bentlakásos Speciális Alapiskola

## Nevezetességei
Szent Orbán-szobor: A szobor 1796-ban épült és Szent Orbán pápának állít emléket.